# 库济诺
库济诺（羅馬化：Kuzino）是俄罗斯沃洛格达州的市级镇，属大乌斯秋格区，位于小北德维纳河（Малая Северная Двина）畔，在区行政中心大乌斯秋格东南、州府沃洛格达东北方。
该地2021年人口有897人；2010年人口1,106；2002年人口1,451；1989年人口2,042。